# Weda'an Bonapart
Weda'an Bonapart (àrab egipci: وداعا بونابرت, Wedāʿan Bōnābart), comercialitzada com Adieu Bonaparte, és una pel·lícula dramàtica històrica egípcia-francesa del 1985 dirigida per Youssef Chahine i protagonitzada per Michel Piccoli, Salah Zulfikar, Mohsen Mohieddin i Patrice Chéreau. Va ser inscrita al 38è Festival Internacional de Cinema de Canes de 1985, Més tard va ser seleccionada per la seva projecció com a part de la secció de Cannes Classics al 69è Festival Internacional de Cinema de Canes de 2016.

## Sinopsi
El 1798, Napoleó Bonaparte va envair Egipte i es va fer passar com un alliberador davant l'opressió turca. L'acompanya el general Caffarelli, un home de cor i esperit, que es fa amic de dos joves egipcis. Amb el pas del temps, Bonaparte es revela com un conqueridor sense escrúpols i la resistència s'organitza sota els clergues d'Azhar sota la direcció del xeic Hassouna. El general Caffarelli i els seus dos deixebles en formaran part.

## Repartiment
- Michel Piccoli com a Cafarelli
- Salah Zulfikar com a Cheikh Hassouna
- Mohsen Mohieddin com a Ali
- Patrice Chéreau com a Napoléon Bonaparte
- Mohsena Tewfik com a La mère
- Christian Patey com a Horace
- Gamil Ratib com a Barthelemy
- Taheya Cariocca com a La sage femme
- Huda Sultan com a Nefissa
- Claude Cernay com a Decoin
- Mohamad Dardiri com el xeic Charaf
- Hassan El Adl com a Cheikh Aedalah
- Tewfik El Dekken com a Le Derwiche (com a Tewfik El Dekken)
- Seif El Dine com a Kourayem (com a Seif Eddina)
- Hassan Husseiny com a Le père
- Farid Mahmoud com Faltaos